# Delta Burke
Delta Ramona Leah Burke, född 30 juli 1956 i Orlando, Florida, är en amerikansk skådespelerska.

## Roller i urval
- 1981 – Nero Wolfe, privatdetektiv (TV-serie) (1 avsnitt)
- 1983 – Remington Steele (TV-serie) (1 avsnitt)
- 1984 – T.J. Hooker (TV-serie) (1 avsnitt)
- 1986–1991 – Designing Women (TV-serie) (118 avsnitt)
- 1996 – Lois & Clark (TV-serie) (1 avsnitt)
- 1999–2001 – Popular (TV-serie) (6 avsnitt)
- 2000 – Vad kvinnor vill ha
- 2003 – Good Boy! (röst)
- 2006–2007 – Boston Legal (TV-serie) (5 avsnitt)
- 2009 – Drop Dead Diva (TV-serie) (1 avsnitt)